# Tatjana Prorotsjenko
Tatjana Prorotsjenko (Russisch: Тетяна Василівна Пророченко (-Буракова)) (Berdjansk, 15 maart 1952 - Kiev, 11 maart 2020) was een atleet uit Sovjet-Unie.
Op de Olympische Zomerspelen in 1976 behaalde Prorotsjenko een bronzen medaille op de 4x100 meter estafette, en liep ze de 200 meter.
Op de Olympische Zomerspelen in 1980 won Prorotsjenko een gouden medaille op de 4x400 meter estafette.
1972: Käsling, Kühne, Seidler, Zehrt ·
1976: Maletzki, Rohde, Streidt, Brehmer ·
1980: Prorotsjenko, Gojsjtsjik, Zjoeskova, Nazarova ·
1984: Leatherwood, Howard, Brisco-Hooks, Cheeseborough ·
1988: Ledovskaja, Nazarova, Pinigina, Bryzgina ·
1992: Roezina, Dzjigalova, Nazarova, Bryzgina ·
1996: Stevens, Malone, Graham, Miles ·
2000: Miles Clark, Hennagan, Colander, Anderson ·
2004: Trotter, Henderson, Richards, Hennagan ·
2008: Wineberg, Felix, Henderson, Richards ·
2012: Trotter, Felix, McCorory, Richards-Ross ·
2016: Okolo, Hastings, Francis, Felix ·
2020: McLaughlin, Felix, Muhammad, Mu ·
2024: Little, McLaughlin-Levrone, Thomas, Holmes
- World Athletics: 14355870